# Pâté créole
Le pâté créole est une préparation culinaire typique de l'île de La Réunion, salée ou sucrée, incontournable des fêtes de fin d'année.
C'est une sorte de tourte, dont la pâte est composée de saindoux, de beurre (de marque Sovaco pour certains amateurs), d’œufs, de farine, de sucre, de curcuma, de sel et de poivre.
Lorsqu'il est salé, le pâté créole est farci d'un godiveau à base de poulet et de porc. Il est dégusté en entrée. En revanche, lorsqu'il est sucré, on le garnit d'une confiture généralement à la papaye ou au goyavier, ou de papaye confite. Il est alors servi comme dessert. Cette version sucrée est la plus courante de nos jours. On l'accompagne traditionnellement d'un petit verre d'anisette.